# 國家攝影文化中心
國家攝影文化中心（簡稱攝影中心、NCPI）是中華民國（臺灣）唯一的國家級攝影及影像藝術專門機構，國立臺灣美術館負責籌備。臺中辦公室位於藝術銀行5樓，臺北館設於原大阪商船株式會社台北支店，臺北館於2021年4月19日開館。

## 歷史
- 2015年1月26日，中華民國國家發展委員會第11次委員會議討論通過文化部提出之〈國家攝影資產搶救及建置攝影文化中心計畫〉[1]，選定原大阪商船株式會社台北支店來建置國家攝影文化中心；文化部決定由文化部文化資產局、國立臺灣博物館與國立臺灣美術館共同參與執行，原大阪商船株式會社台北支店由文資局修復、藝術層面由國美館執行、組織建構由臺博館規劃。[2]
- 2019年1月7日，原國立臺灣博物館執行部分業務移撥至國立臺灣美術館，國美館成立「國家攝影博物館籌備小組」。[3]10月2日，國家攝影博物館館銜名稱定案為「國家攝影文化中心」，原大阪商船株式會社臺北支店定名「國家攝影文化中心臺北館」，國家攝影博物館籌備小組維持原名。
- 2020年7月，國美館招募國家攝影文化中心首屆志工。[4]10月，國家攝影文化中心官網上線。
- 2021年1月19日，國家攝影文化中心首屆志工隊成立。[5]1月28日，官網開辦線上展覽。[6]臺北館在3月24日揭牌典禮，3月25日至4月18日試營運，4月19日舉辦開館典禮，次日開放參觀。

## 歷任首長
- 蔡昭儀：2021年—2025年（國家攝影博物館籌備小組召集人→國家攝影文化中心召集人，國美館研究發展組組長兼任）
- 馮勝宣（現任）：2025年-（國家攝影文化中心召集人）

## 周邊環境

### 臺北館
- 臺北車站地下商場
- 新光人壽保險摩天大樓
- 亞洲廣場大樓
- 微風台北車站
- 台北凱撒大飯店
- 臺北郵局
- 臺北府城北門
- 三井物產株式會社舊倉庫
- 國立臺灣博物館土銀展示館

### 臺中辦公室
- 台中市役所
- 臺中州立圖書館
- 臺中州廳
- 大屯郡役所
- 臺中市立居仁國民中學
- 臺中市立臺中女子高級中等學校
- 臺中市西區大同國民小學
- 國家漫畫博物館

## 交通

### 臺北館
軌道運輸
- 臺鐵臺北車站
- 臺北捷運淡水信義線板南線－臺北車站
- 臺北捷運松山新店線－北門站
- 桃園捷運機場線－臺北車站

臺北市聯營公車
- 臺北車站（忠孝）
  - 西向：和平幹線（原15路）、22、49、202、202區間車、205、212、212直行、212夜間、218、218直達車、中山幹線(原220)、221、232、246、247、253、257、260、262、262區間車、265、265區間車、265夜間車、276、307、310、604、605、605新台五線、659
  - 西向；交六路側站區：274、539、600(原忠孝新幹線)（終點）
  - 西向；交六月台站區：14、39、39夜間車、忠孝幹線(原232副線)、299、299區間車、652、藍1
  - 東向；懷寧街口：和平幹線（原15路）、18、22、49、265、265區間車、265夜間車
  - 東向；新光三越前：0東、246、262、262區間車、307、307西藏路、605快速公車、652、671、藍1、中山幹線(原220路)
  - 東向；凱撒大飯店前：202、202區間車、212、212直行、212夜間、205、232、忠孝幹線(原232副線)、247、257、276、內湖幹線(原287)、299、299區間車、600(原忠孝新幹線)、605、605新台五線
- 臺北車站（開封）：18、羅斯福路幹線(原236)、249

臺北市公共自行車租賃系統
- YouBike 1.0系統：市民太原路口

### 臺中辦公室
市公車
- 美術館（五權西路）：19、56、75、71、89、A1
- 美術館（美村路）：11、23
- 大墩文化中心（英才路）：5、51
- 大墩文化中心（五權路）：11、71、19、30、40、56、75

臺中市公共自行車租賃系統
- YouBike 1.0系統：國立臺灣美術館、大墩文化中心
- YouBike 2.0系統：國立臺灣美術館(五權西路)

## 爭議
機構定位
國家攝影文化中心2021年成立後，文化部長期並未明確提出法制化期程，且從未任命正式機關首長，工作人員流動嚴重，展覽規劃與中心營運亦無明確方向，引來攝影評論家陳佳琦為文批評「（該單位）不但仍未擁有獨立的預算與編制，甚至在文化部的附屬機關之下也根本沒有一個叫做『國家攝影文化中心』的單位，連籌備處都不是，可說是身份不明。」

## 外部連結
- 國家攝影文化中心 （页面存档备份，存于）（繁體中文）（英文）
- 國家攝影文化中心的Facebook專頁